# Interpretación ambiental
La interpretación ambiental es una forma especial de (comunicación) que involucra a un (Guía de turismo|guía) u (Oratoria|orador) que recibe a un público visitante, sea en un centro de interpretación, museo, un área natural, etc., mediante la cual se transmiten y comparten conocimientos, experiencias y valores que contribuyen con la conservación de una especie, un sitio en particular o el medio ambiente en general.
Es una forma específica de la interpretación del patrimonio, que en esencia y metodología es equivalente, aunque suele empleársela como sinónimo.
Freeman Tilden en 1957 definió la interpretación como: “Una actividad educacional que aspira a revelar los significados y las relaciones por medio del uso de objetos originales, a través de experiencias de primera mano, y por medios ilustrativos, en lugar de comunicar simplemente información literal”.
La interpretación ambiental es una popular manera de llevar a cabo una práctica de educación ambiental en un área natural, al aire libre con recorridos a cargo de un guía local o "intérprete".

## La interpretación ambiental como herramienta de gestión
La interpretación, además de comunicar y educar, es un medio de gestión de áreas públicas ya que en sus objetivos también figura la transmisión de comportamientos y actitudes beneficiosos para el lugar, de esta manera se evita parte del efecto nocivo del turismo masivo en, por ejemplo: un área natural, un museo o un parque temático.
Con ella se busca transmitir mensajes que evoquen la empatía, con el fin de que el visitante se apropie del sentido de la conservación de estos sitios.
También puede emplearse como una forma de expresar objetivos institucionales y mostrar a la población cuáles son los valores y principios de una institución u organismo.
Uno de los objetivos de los programas de interpretación es lograr la reducción de costos de planeamiento, mantenimiento y comunicación con el público. Un lugar visitado por personas comprometidas con la conservación de un sitio no requerirá aumentar los esfuerzos de mantenimiento, de limpieza o vigilancia, en el caso de que aumente el número de visitantes.

## La interpretación ambiental para niños
La propuesta de educación para niños de Joseph B. Cornell, es un buen ejemplo de interpretación ambiental para áreas naturales. Este educador expresó cinco principios básicos para aplicar con los niños en la naturaleza:
1. Enseña menos y transmite más.
2. Trata de ser receptivo.
3. Concentra la atención del niño sin tardanza.
4. Primero mira y experimenta, luego habla.
5. La experiencia ha de verse impregnada de un espíritu dichoso.